# The Killer's Game
The Killer's Game är en amerikansk actionkomedifilm från 2024. Filmen är regisserad av J.J. Perry efter ett manus skrivet av Rand Ravich och James Coyne. Den är baserad på Jay Bonansingas roman med samma namn från 1997.
Filmen hade biopremiär i USA den 13 september 2024 och premiär i Sverige på Prime Video den 23 januari 2025.

## Handling
Filmen kretsar kring en lönnmördare som diagnostiseras med en livshotande sjukdom. Han beställer en "hit" på sig själv. Efter att en armé av tidigare kollegor tar sig an uppdraget så kommer ny information fram om hans diagnos.

## Rollista (i urval)
- Dave Bautista – Joe Flood
- Sofia Boutella – Maize Barkley
- Terry Crews – Lovedahl Gasevich
- Scott Adkins – Angus Mackenzie
- Marko Zaror – Botas Gasevich
- Pom Klementieff – Marianna Antoinette
- Ben Kingsley – Zvi Reeves
- Alex Kingston – Sharon Rantick
- Drew Galloway – Rory Mackenzie
- Dylan Moran – fader O'Brien